# Schizocosa arua
Schizocosa arua är en spindelart som först beskrevs av Embrik Strand 1911.  Schizocosa arua ingår i släktet Schizocosa och familjen vargspindlar. Inga underarter finns listade i Catalogue of Life.